# Хортицкий сельсовет
Хортицкий сельсовет — сельское поселение в Александровском районе Оренбургской области Российской Федерации.
Административный центр — село Хортица.

## История
Статус и границы сельского поселения установлены Законом Оренбургской области от 9 марта 2005 года № 1892/320-III-ОЗ «О муниципальных образованиях в составе муниципального образования Александровский район Оренбургской области»

## Население
| 2010  | 2012  | 2013  | 2014  | 2015  | 2016  | 2017  |
| ----- | ----- | ----- | ----- | ----- | ----- | ----- |
| 1581  | ↘1554 | ↘1491 | ↘1462 | ↘1416 | ↘1388 | ↘1361 |
| 2018  | 2019  | 2020  | 2021  |       |       |       |
| ↘1311 | ↘1278 | ↘1244 | ↘1186 |       |       |       |

## Состав сельского поселения
| № | Населённый пункт | Тип населённого пункта       | Население |
| - | ---------------- | ---------------------------- | --------- |
| 1 | Канцеровка       | село                         | 56        |
| 2 | Малая Добринка   | село                         | 35        |
| 3 | Мирный           | посёлок                      | 43        |
| 4 | Озёрка           | село                         | 99        |
| 5 | Петровка         | село                         | 545       |
| 6 | Украинка         | село                         | 41        |
| 7 | Хортица          | село, административный центр | 688       |
| 8 | Шар              | посёлок                      | 74        |

### Упразднённые населённые пункты
Дуванка — упразднённое в 1997 году село.